# Biscube
Le Biscube est un torrent de la province de Pesaro et Urbino dans les Marches. Il naît à Bocca Serriola au mont Fumo à une altitude de 869 m. Il reçoit à Apecchio les eaux du torrent Menatoio et se jette par la droite dans la rivière Candigliano à la ville de Piobbico. Il longe sur toute sa longueur la route ss. 257 jusqu'à Apecchio où il reçoit comme affluent le torrent fosso del Fumo.